# Classe Aadesh
La classe Aadesh  est une série de vingt patrouilleurs rapides (FPV) construite par Cochin Shipyard Limited à Kochi pour la Garde côtière indienne (ICG). Les navires ont été conçus par M/s Smart Engineering & Design Solutions (SEDS).

## Historique
Ces navires sont propulsés par des moteurs triple type 16V 4000 M90 fournis par Tognum d'une puissance de 2.720 kW (3.648 cv), couplés à des boîtes de vitesses et propulsés par des triple hydrojet Rolls-Royce Kamewa (en). Cela permet aux navires de fonctionner dans des eaux peu profondes et offrent des vitesses plus élevées et une meilleure maniabilité que les hélices conventionnelles. Le système d'automatisation de navire MTU Friedrichshafen Callosum fournit une solution intégrée pour la surveillance de tous les services du navire qui intègre également des systèmes de détection et d'extinction d'incendie. L'ensemble de navigation est fourni par l'unité commerciale Sperry Marine de Northrop Grumman, qui comprend des écrans multifonctions, un système d'affichage et de visualisation des cartes électroniques (ECDIS), un pilote automatique, une boussole magnétique et un gyrocompas à fibre optique.
Les navires sont équipés d'un canon à longue portée et d'outils de contrôle, de navigation et de communication ultramodernes. Les navires sont capables d'un déploiement continu de 7 jours en mer sans reconstitution. Ces navires sont de petite taille par rapport aux gros navires construits par Cochin Shipyard Limited. Mais la conception et la construction de ces navires ont posé des défis au chantier car ce sont des navires extrêmement sensibles au poids. Par conséquent, une utilisation intensive de l'aluminium dans la superstructure a été faite et Cochin Shipyard a développé des techniques spéciales pour assurer une soudure et une fabrication de haute qualité des structures en aluminium. Tous les navires livrés ont atteint des vitesses supérieures à la vitesse contractée lors des essais en mer et ont dépassé les attentes de la Garde côtière indienne en ce qui concerne les exigences de performance.
Le rôle principal du navire comprend la protection et la surveillance des pêches, la patrouille dans la zone économique exclusive (ZEE), la patrouille côtière et la lutte contre la contrebande, la piraterie et les opérations de recherche et sauvetage. Les navires ont pour rôle secondaire d'assurer la liaison de communication et d'escorter les convois pendant les hostilités et en temps de guerre. Les navires sont construits selon les exigences de double classification de l'American Bureau of Shipping (en) et du Indian Register of Shipping (en). L'ensemble complet des équipements a été conçu, fourni et installé par M/s Sushmalethe Marinetec Private Limited de Bombay.

## Unités
| Nom          | N° coque | Port d'attache | Lancement  | Mis en service |
| ------------ | -------- | -------------- | ---------- | -------------- |
| ICGS Aadesh  | 236      | Thoothukudi    | 9/01/2013  | 13/12/2013     |
| ICGS Abheek  | 237      | Chennai        | 21/03/2013 | 31/12/2013     |
| ICGS Abhinav | 238      | Kochi          | 28/05/2013 | 14/01/2014     |
| ICGS Abheraj | 239      | Thoothukudi    | 30/09/2013 | 2/09/2014      |
| ICGS Achook  | 240      | Bombay         | 29/11/2013 | 7/06/2014      |
| ICGS Agrim   | 241      | Bombay         | 29/11/2013 | 7/06/2014      |
| ICGS Amal    | 242      | Goa            |            | 18/07/2014     |
| ICGS Amartya | 243      | Mangalore      | 29/03/2014 | 19/10/2014     |
| ICGS Ameya   | 244      | Karikal        | 4/06/2014  | 19/01/2015     |
| ICGS Amogh   | 245      | Paradip        | 5/08/2014  | 19/01/2015     |
| ICGS Anagh   | 246      | Chennai        | 30/09/2014 | 29/03/2015     |
| ICGS Ankit   | 247      | Porbandar      | 28/11/2014 | 15/05/2015     |
| ICGS Anmol   | 248      | Haldia         | 15/01/2015 | 15/10/2015     |
| ICGS Apoorva | 249      | Goa            | 26/02/2015 | 21/09/2015     |
| ICGS Arinjay | 250      | Okha-Gujarat   | 22/04/2015 | 12/10/2015     |
| ICGS Arnvesh | 251      | Visakhapatnam  | 10/06/2015 | 22/03/2016     |
| ICGS Arush   | 252      | Porbandar      | 29/09/2015 | 21/11/2016     |
| ICGS Aryaman | 253      | Kochi          | 29/09/2015 | 21/11/2016     |
| ICGS Atulya  | 254      | Visakhapatnam  | 7/12/2015  | 21/11/2016     |
| ICGS Ayush   | 255      | Krishnapatnam  | 29/01/2016 | 17/02/2017     |

## Galerie

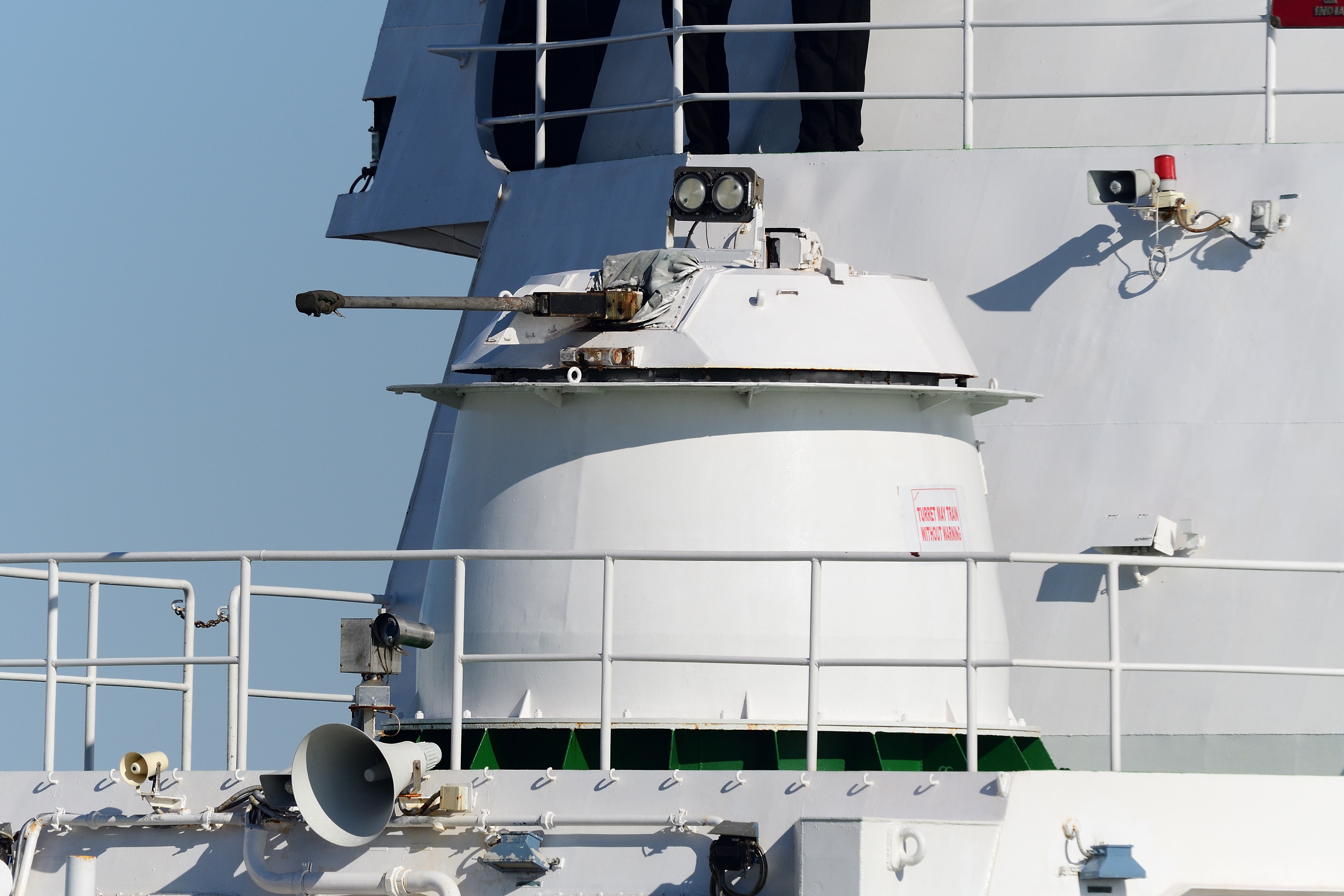
Canon de 30 mm CRN-91